# Gran Oriente de Bélgica
El Gran Oriente de Bélgica (GOB, G. O. B, en francés: "Grand Orient de Belgique") es una obediencia masónica nacional belga creada el 23 de febrero de 1833.
Habiendo abolido en 1854 el artículo que condena todo sujeto político o religioso en logia y en 1872 la obligación para sus miembros de referirse al "Gran Arquitecto del Universo", el Gran Oriente de Bélgica es una obediencia dicha "liberal" y "adogmática".
Federación cosmopolita y progresista de logias masónicas libres y soberanas donde los miembros están "iniciados", no es menos una asociación sin ánimo de lucro regida por reglas escritas, fundadas sobre el principio del sufragio universal que se ejerce sobre todas sus estructuras.

## Historia

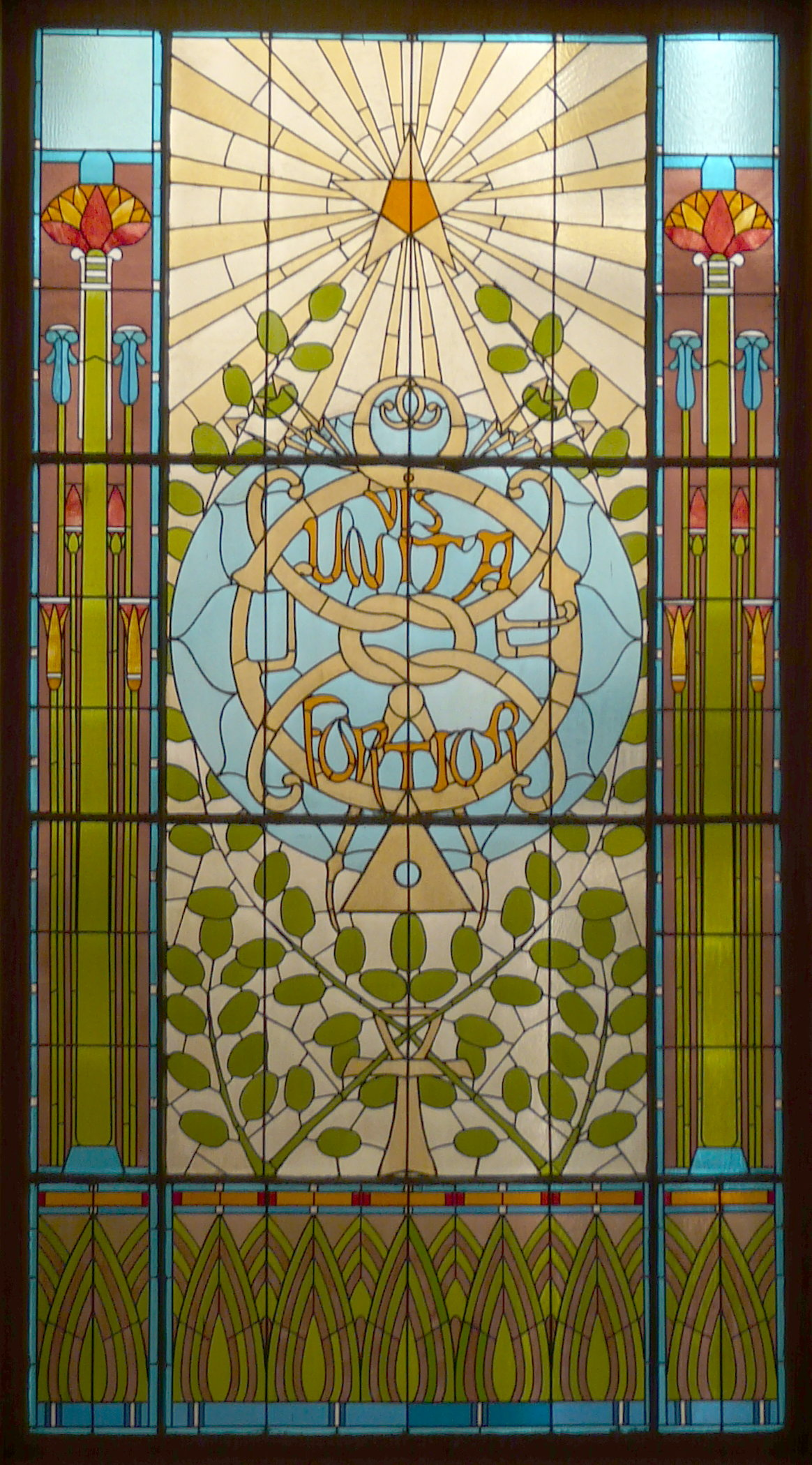
Un vitral en la fachada de la asociación "Unión y Filantropía", calle de Laeken en Bruselas.

### Comienzos del gran Oriente
Durante una tenida del 16 de enero de 1833 la "Gran Logia de administración de los Países Bajos meridionales" (en francés: Grande Loge d'administration des Pays-Bas méridionaux) se muda, en consecuencia del vertido de la autoridad de la obediencia neerlandesa, en Gran Oriente de Bélgica. Beneficia del amparo del rey Léopold Ier, que es francmasón según las reglas de la época.
En 1854, el Gran Oriente elimina el artículo que prohíbe toda discusión en logia de asuntos políticos o religiosos. La obediencia sale así de la regularidad masónica y del grupo dicho de las obediencias regulares. Dieciocho años más tarde, en 1872, después de discusiones de varios años, el GOB modifica sus estatutos y reglamentos generales y elimina la referencia al gran Arquitecto del Universo y la obligación de invocarlo. Por consecuencia, los preceptos y rituales masónicos se encuentran descristianizados. Algunos meses más tarde, la lucha para el progreso social está inscrita al programa de la obediencia.

### sigloXX

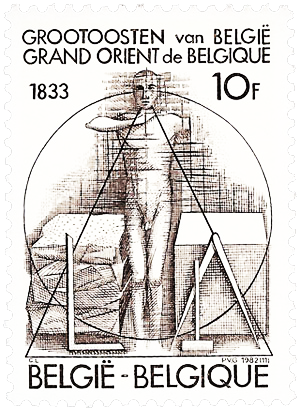
Sello postal del Gran Oriente de Bélgica para la conmemoración de su 150 aniversario en 1983.

En 1959, el Gran Oriente de Bélgica tiene una escisión. Ésta conduce a la creación de la gran logia de Bélgica cuya se separan, en 1979, nueve logias que crean la Gran Logia regular de Bélgica, sola obediencia actualmente reconocida por la Gran Logia Unida de Inglaterra.

En 1987, durante el 150 aniversario del Gran Oriente de Bélgica, el masónologo Marcel De Schampheleire declara:
"La historia nos muestra la importante contribución de la masonería belga a todo lo que puede contribuir a la "construcción del Templo de la Humanidad". Alcanzar estos objetivos a veces se encuentra con resistencia, a veces provoca tensiones, se acompaña de reacciones a estas acciones [...] Una actitud en el origen religioso da paso a una apertura al examen libre un pensamiento no dogmático, para conducir al predominio de una laicidad pronunciada en los hermanos del Gran Oriente"

### Principio delsigloXXI
En 2003, el gran Oriente de Bélgica participa en la creación de la obediencia « Souverän Gross Oriënt von Deutschland » (SGOvD), ubicada a Frankfort/Offenbach.
Es hoy mayoritaria en Bélgica. Al 1 de marzo de 2012, la obediencia cuenta 110 logias azules o simbólicas, que reagrupan 10125 hermanos. Sobre estas 110 logias, 29 están ubicadas en Flandes, 34 a Bruselas, 46 en Valonia y una a Burundi (Buyumbura). No hay, hoy por hoy, de logia germano hablante que trabaja bajo sus auspicios. La edad media es 61 años, la edad media de los hermanos iniciados es 47 años.
El gran Oriente de Bélgica mantiene relaciones fraternales oficiales con la mayoría de las obediencias masónicas presentes en el territorio belga, sobre todo :
- la Gran Logia de Bélgica ;
- la Gran Logia femenina de Bélgica ;
- la Federación belga del Orden masónico mixto internacional "El Derecho humano" ;
- Lithos-Confederación de Logias.

En 2016, la obediencia tiene 115 logias.

## Principios
- Reconocimiento del lema republicano: Libertad, Igualdad, Fraternidad como de los valores esenciales de naturaleza a favorecer la vida en un mundo tolerante;
- "La obediencia (...) requiere de sus miembros probidad, devoción y deseo de aprender";
- Respeto de la laicidad (presentado en 2009 por Bertrand Fondu como el combate esencial al siglo XXI [4].) ;
- Las tenidas están basadas en los principios de la libre expresión y del libre examen.

## Funcionamiento

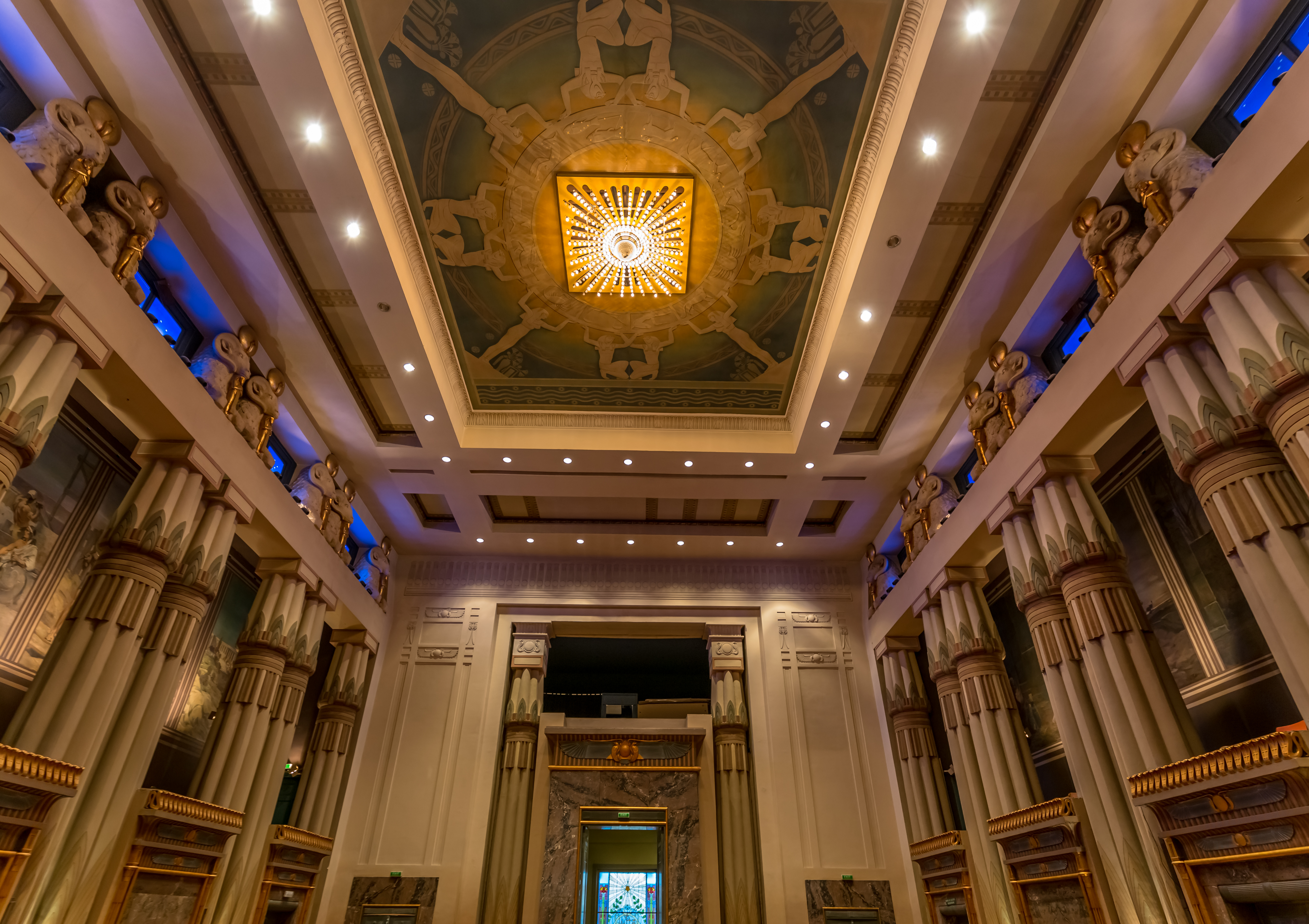
Interior del gran templo masónico ubicado calle de Laeken.

Las logias son soberanas y toman así la responsabilidad de proceder a la iniciación masónica. La portería soberana confiere pues la calidad de masón a sus miembros y asegura la regularidad de los trabajos y el lugar de sus reuniones. Al gran Oriente de Bélgica, la logia masónica está percibida como una "estructura evolutiva que resulta de reflexiones de sus miembros y de las modificaciones de su composición".

### Ritos

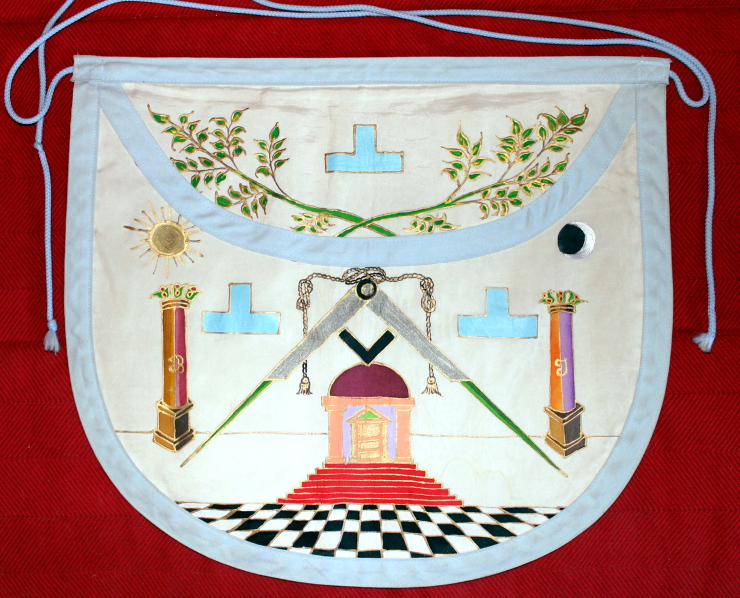
Mandil de Venerable Maestro del Rito francés moderno (regulador 1801)

La gran mayoría de las logias masónicas del GOB trabajan a los tres grados de aprendiz, de compañero y de maestro siguiendo dos ritos:
- El Rito francés moderno (RFM): rito fundador del gran Oriente de Bélgica. Está inscrito en la afiliación de la Gran Logia de Londres de 1717 dicha "Gran Logia de los modernos".
- El Rito escocés antiguo y aceptado (REAA) : Estuvo fundado en 1804 a Charleston (Estados Unidos) y reivindica una afiliación con la Gran Logia de los antiguos. Se es minoritario al seno del gran Oriente de Bélgica, es el uno de los ritos masónicos los más practicados al mundo.

### Mezcla
El Gran Oriente de Bélgica es exclusivamente masculino; sus logias solo inician hombres. Sin embargo, las logias pueden decidir hospedar hermanas de acuerdo con métodos específicos de estas logias.

En septiembre de 2009, Bertrand Fondu, entonces gran maestro de la obediencia, declara, con referencia a una comisión de estudio interna, que: 
"El GOB tiene la intención de respetar las opiniones de sus miembros y es por eso que se inició esta consulta. Pero seamos claros: aquí se trata de saber si a largo plazo deberíamos considerar la creación de logias mixtas o unisexo, incluso masculinas o femeninas. De hecho, la masonería que representamos obviamente siguió la evolución de la sociedad y no debemos leer los textos fundadores literalmente. Por lo tanto, nuestras Logias, que solo inician hombres, pueden decidir dar la bienvenida a las hermanas como visitantes en cualquier momento o en circunstancias especiales como iniciaciones, celebración de solsticios o incluso cumpleaños."

## Algunos masones famosos del GOB
- Jules Anspach, 1829-1879. Alcalde de Bruselas
- Jules Bordet, 1870-1961. Premio Nobel de Medicina en 1919.
- François Bovesse, 1890-1944. Político y militante valón
- Lucia de Brouckère, 1904-1982. Quimista, profesora en la Universidad Libre de Bruselas, militante laica
- Auguste Buisseret, 1888-1965. Político liberal
- Charles Buls, 1837-1914. Político liberal
- Eddy Caekelberghs, 1961. Periodista
- Léo Campion, 1905-1992. Escritor anarquista y libertario
- André Cools, 1927-1991. Político socialista, militante valón
- Charles De Coster, 1827-1879. Escritor
- Ovide Decroly, 1871-1932. Doctor y pedagogo, creador de la Escuela Decroly.
- André Delvaux, 1926-2002. Cineasta
- Antoine Depage, 1862-1925. Senador belga
- Jean Gol, 1942-1995. Político
- François-Joseph Gossec, 1734-1829. Director de ópera.
- Hervé Hasquin, 1942. Historiador y Político
- Arthur Haulot, 1913-2005. Poeta y narrador.
- Victor Horta, 1861-1947. Arquitecto, líder del Modernismo.
- Henri La Fontaine, 1854-1943. Premio Nobel de la Paz en 1913.
- Joseph Lebeau (1794-1865). Político y letrado
- Charles-Joseph de Ligne, 1735-1814. Escritor, mariscal y diplomático
- Constantin Meunier, 1831-1905. Pintor y escultor
- Louis Michel, 1947. Político
- François Perin, 1921-2013. Político y militante valón
- Edmond Picard, 1836-1924. Jurista, escritor y mecenas
- Félicien Rops, 1833-1898. Pintor y grabador
- Roger Somville, 1923-2014. Pintor realista
- Auguste van Dievoet, 1803-1865. Historiador del derecho, abogado y magistrado
- Henri van Dievoet, 1869-1931. Arquitecto
- Émile Vandervelde, 1866-1938. Abogado y político
- Henri Vieuxtemps, 1820-1881. Violinista y compositor